# Gare de Cuinchy
La gare de Cuinchy est une gare ferroviaire française de la ligne de Fives à Abbeville, située sur le territoire de la commune de Cuinchy, dans le département du Pas-de-Calais, en région Hauts-de-France.
C'est une halte voyageurs de la Société nationale des chemins de fer français (SNCF), desservie par des trains du réseau TER Hauts-de-France.

## Situation ferroviaire
Établie à 24 mètres d'altitude, la gare de Cuinchy est située au point kilométrique (PK) 32,051 de la ligne de Fives à Abbeville, entre les gares ouvertes de La Bassée - Violaines et de Beuvry (Pas-de-Calais).

## Histoire
En 2022, la SNCF estime la fréquentation de la gare à 34 787 voyageurs, contre 28 381 en 2021, 28 144 en 2020, 47 390 en 2019, 44 635 en 2018, 47 566 en 2017, 46 774 en 2016 et 47 637 en 2015.

## Service des voyageurs

### Accueil
Halte de la SNCF, c'est un point d'arrêt non géré (PANG) à accès libre.
La traversée des voies (et donc le passage d'un quai à l'autre) s'effectue par le passage à niveau routier.

### Desserte
Cuinchy est desservie par des trains régionaux TER Hauts-de-France, qui effectuent des missions entre les gares de Lille-Flandres et de Béthune.

### Intermodalité
Un parking et un parc à vélos sont aménagés à ses abords.
Par ailleurs, la ligne 58 du réseau de bus Tadao dessert également la gare.

## Patrimoine ferroviaire

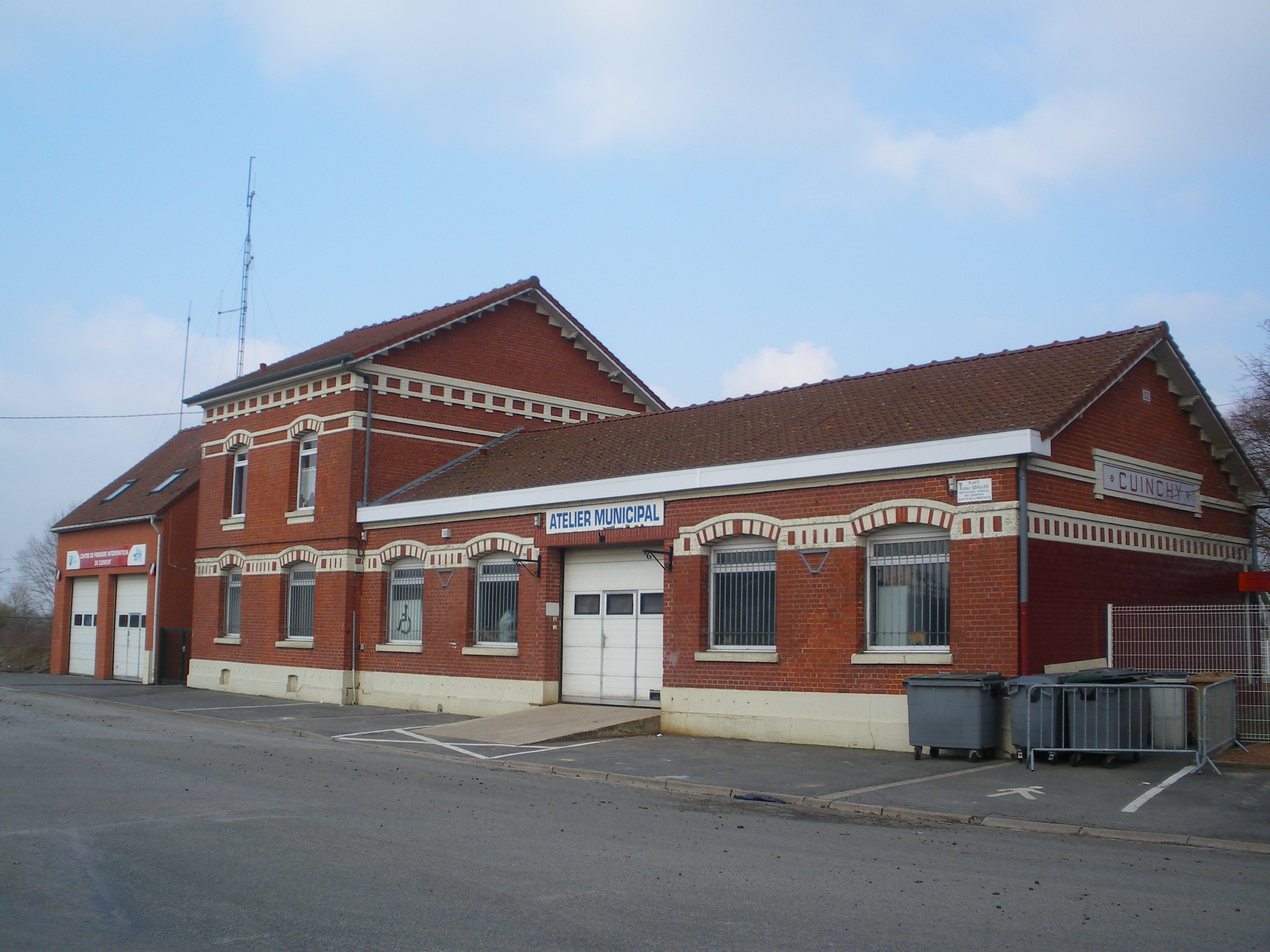
L'ancien bâtiment voyageurs.

Le petit bâtiment voyageurs de type « Reconstruction », remplaçant le bâtiment d'origine (détruit lors de la Première Guerre mondiale), a été reconverti en atelier municipal.
Ce bâtiment possède une façade de briques (en bon état de conservation), avec des frises de briques rouges et blanches ; le nom de la gare est inscrit en carreaux de céramique. Un volet roulant, pour l'entrée des véhicules, a remplacé la porte d'entrée des voyageurs.